# Cladosporium amoenum
Cladosporium amoenum är en svampart som beskrevs av R.F. Castañeda 1998. Cladosporium amoenum ingår i släktet Cladosporium och familjen Davidiellaceae.   Inga underarter finns listade i Catalogue of Life.